# Cixidia manitobiana
Cixidia manitobiana är en insektsart som beskrevs av Bryan Patrick Beirne 1950. Cixidia manitobiana ingår i släktet Cixidia och familjen vedstritar. Inga underarter finns listade i Catalogue of Life.